# Elisabeth von Stein
Elisabeth Freifrau von Stein (geboren im 20. Jahrhundert) ist eine deutsche Staatsbürgerin und war von 1948 bis 1955 unter den ersten Verfassungsrichtern des Landes Hessen in der Bundesrepublik Deutschland.

## Leben
1948 wurde Stein auf Vorschlag der SPD vom Hessischen Landtag zum stellvertretenden nicht richterlichen Mitglied des Staatsgerichtshofs des Landes Hessen gewählt. Damit war sie – wenn auch zunächst nur als Stellvertreterin – im Kreis der ersten hessischen Verfassungsrichter. 1951 wurde sie ständiges nicht richterliches Mitglied und in diesem Amt 1955 wiedergewählt. Sie übte das Amt bis 1959 aus.
Am 23. August 1949 beteiligte sich Stein im Landeswahlausschuss des Landes Hessen.
Stein lebt in Rothhelmshausen im Landkreis Fritzlar-Homberg.